# Doriprismatica plumbea
Doriprismatica plumbea (Pagenstecher, 1877) è un mollusco nudibranchio della famiglia Chromodorididae.